# Gazette de Léopol
La Gazette de Léopol est un périodique en langue française créé en 1776 à Lviv (alors Lemberg et en français Léopol). C'est le plus ancien journal publié sur le territoire de l'actuelle Ukraine.
La Gazette de Léopol a été créée par un certain « chevalier Ossoudi » et publiée par l'imprimeur Anton Piller.
Seule la première année du journal a été conservée, ce qui suggère qu'il n'a pas paru plus d'un an.
Une collection est conservée au département des livres manuscrits, anciens et rares de la Bibliothèque scientifique de l'université nationale Ivan-Franko de Lviv. Une autre est conservée à la Bibliothèque de l'université de Varsovie.
Le bibliographe et historien Symon Narizhnyi a noté que ce journal ressemblait à ses prédécesseurs la Gazette de Varsovie (1758) et la Gazette de Vienne (1759).
Le journal était publié avec un format de 18 cm sur 23 cm et comptait quatre pages, avec de temps en temps un supplément de 24 pages, in-4°.
Le titre du journal représentait les armoiries de l'Autriche (aigle à deux têtes) portant des fleurs des deux côtés et tenant dans ses serres la devise du journal : Sub Umbra alarum tuarum (à l'ombre de vos ailes, extrait du verset 8 du Psaume 17 (16)).